# Margarites hickmanae
Margarites hickmanae är en snäckart som beskrevs av J. H. McLean 1984. Margarites hickmanae ingår i släktet Margarites och familjen pärlemorsnäckor. Inga underarter finns listade i Catalogue of Life.